# Steps Ahead (album)
Steps Ahead è il secondo album in studio degli Steps Ahead. Contiene la loro prima "hit", ovvero "Pools", scritta da Don Grolnick che aveva però abbandonato il gruppo in precedenza. Il pianista in questo disco è sostituito da Eliane Elias.

## Tracce
Musiche di Steps Ahead.
1. Pools – 11:15 (musica: Don Grolnick)
2. Islands – 6:23 (musica: Mike Mainieri)
3. Loxodrome – 5:25 (musica: Eddie Gomez)
4. Both Sides Of The Coin – 6:10 (musica: Michael Brecker)
5. Skyward Bound – 4:03 (musica: Mike Mainieri)
6. Northern Cross – 5:50 (musica: Peter Erskine)
7. Trio (An Improvisation) – 7:32 – Musica di Michael Brecker, Eddie Gomez e Mike Mainieri

### Registrazione
L'album è stato registrato al Power Station di New York.

### Formazione
- Mike Mainieri - vibrafono, synthvibe, marimba
- Michael Brecker - sassofono tenore
- Eliane Elias - pianoforte
- Eddie Gomez: contrabbasso
- Peter Erskine: batteria